# Be the One (singel BoA)
„Be the One” – trzynasty singel koreańskiej piosenkarki BoA. Singel został wydany 11 lutego 2004 roku.
Singel umieszczono na albumie Love & Honesty.

## Lista utworów
- CD singel (11 lutego 2004)[1]

1. „Be the One” – 3:46
2. „Be the One” (K-Muto Groovediggerz Remix) – 5:03
3. „Be the One” (Instrumental) – 3:45

## Notowania na Listach przebojów
| Kraj    | Lista (2004)         | Najwyższa pozycja |
| ------- | -------------------- | ----------------- |
| Japonia | Weekly Singles Chart | 15                |